# KBS Global 24
KBS Global 24 (hangul: KBS 글로벌 24) es un informativo de televisión de Corea del Sur, es emitido de lunes a jueves a las 18:00 por KBS 2TV, KBS 24 HOURS NEWS desde el 8 de abril de 2013, a diferencia de los informativos de KBS 1TV, este solo emite noticias de origen internacional. Desde el 12 de enero de 2015, es presentado por Ha Sung Yeon y Kim Hee Soo.

## Historia
El noticiero comenzó el 8 de abril de 2013 por KBS 1TV en el mediodía, en ese entonces fue presentado por Park Eh Seu Deo y Jang Su Yeon, hasta el último día de emisión en KBS 1TV, que fue el 17 de octubre de ese año, aunque también estuvieron el primer día en que se trasmitió por KBS 2TV, pero luego, Jang Su Yeon fue reemplazado por Kim Seung Hwi. El 14 de abril de 2014, Park Eh Seu Deo fue reemplazada por Ha Song Yeon, una antigua reportera de KBS en 2003 y quien se mantiene en la conducción hasta hoy en día, junto a Kim Hee Soo (antiguo presentador de KBS Noticias 7 en 2011), quien se integró al programa el lunes 12 de enero de 2015, en reemplazo de Kim Seung Hwi.

## Horario
- 8 de abril al 17 de octubre de 2013: Lunes a jueves (12:00 ~ 12:40 KST)
- 21 de octubre al 26 de diciembre de 2013: Lunes a jueves de 2014: Lunes a jueves (18:30 ~ 06:30 KST)
- 29 de diciembre de 2014 - actualidad: Lunes a jueves (18:00 ~ 18:30 KST)